# Marquês de Gouveia
Marquês de Gouveia é um título nobiliárquico português que teve duas criações. A mais importante e mais antiga das Casas deste título foi a dos Silva que assinavam e eram designados como Marqueses-Mordomos-Mores, com Honras de Parente com tratamento de sobrinhos d´el-Rei. O título foi declarado extinto em 1759, durante o Processo dos Távoras. Veio a ser recriado já no século XX quando D. Afonso Freire Pimentel, 1º conde de Gouveia, foi elevado a Marquês de Gouveia.

## Primeira Criação
O primeiro Marquesado de Gouveia foi criado, de juro e herdade e com Honras de Parente, em 20 de Janeiro de 1625 pelo rei D. Filipe III de Portugal, IV de Espanha, a favor de D. Manrique da Silva, 6º conde de Portalegre, que nasceu 2º filho varão da 4ª condessa de Portalegre, D. Filipa da Silva, e do conde D. João da Silva seu marido, o qual sucedera na casa materna a seu irmão o 5º conde de Portalegre.
Esta casa foi extinta por D. José I, rei de Portugal, na sequência do Processo dos Távoras.

### Titulares
1. D. Manrique da Silva, 1º marquês de Gouveia (c. 1585-?), 6º conde de Portalegre. Gentil-homem da Câmara do rei D. Filipe III, com exercício, e mordomo-mor da Casa Real de Portugal... Dom Manrique da Silva serviu já de mordomo-mor na cerimónia da aclamação de D. João IV no Terreiro do Paço, em 15 de Dezembro de 1640, sendo do Conselho de Estado, e seu mordomo-mor.
2. D. João da Silva, 2º marquês de Gouveia (c. 1625-1686), 7º conde de Portalegre; filho do 3º casamento do predecessor.
3. D. Martinho Mascarenhas, 3º marquês de Gouveia (1681-1723), 6º conde de Santa Cruz; casado com D. Inácia Rosa de Távora; primo do predecessor em virtude deste não ter deixado descendência. Recebeu para a sua casa o título de sobrinhos del-Rei.
4. D. João Mascarenhas, 4º marquês de Gouveia (1699-?), 7º conde de Santa Cruz
5. D. José Mascarenhas da Silva de Lancastre, 8º duque de Aveiro (1708-1759), sucedeu na casa de Aveiro após prolongado litígio judicial. Foi ainda 5º marquês de Gouveia e 8º conde de Santa Cruz; irmão do predecessor em virtude deste não ter deixado descendência; morreu executado na sequência do processo dos Távoras.
6. D. Martinho Mascarenhas, 6º marquês de Gouveia (1740-?); primogénito e herdeiro do 8º duque de Aveiro, conhecido como "o marquesinho", sobreviveu ao processo dos Távoras.

A representação da Casa de Gouveia encontra-se na do Marquês de Lavradio, que sucedeu em vários dos seus bens vinculados.

## Segunda Criação
Marquês de Gouveia é um título nobiliárquico criado por D. Carlos I de Portugal, por Decreto de 15 de Novembro de 1900, em favor de Afonso de Serpa Leitão Freire Pimentel, antes 1.º Conde de Gouveia.
Titulares
1. Afonso de Serpa Leitão Freire Pimentel, 1.º Conde e 1.º Marquês de Gouveia.

Após a Implantação da República Portuguesa, e com o fim do sistema nobiliárquico, usaram o título: 
1. Jorge de Serpa Pimentel, 2.º Marquês de Gouveia, 3.º Barão de São João de Areias;
2. Jorge de Paiva Brandão de Serpa Pimentel, 3.º Marquês de Gouveia, 4.º Barão de São João de Areias.